# Margriet (tijdschrift)
Margriet is een Nederlands tijdschrift en website voor vrouwen. Het blad verschijnt wekelijks en wordt uitgegeven door DPG Media.

## Geschiedenis
Het eerste nummer van Margriet verschijnt op 30 september 1938, uitgegeven door De Geïllustreerde Pers. Het "Weekblad voor vrouwen en meisjes" is dan nog een bijvoegsel bij het familietijdschrift De week in Beeld, een uitgave van De Geïllustreerde Pers. In 1942 wordt het een zelfstandig damesblad.
Over het ontstaan van de naam Margriet doen twee verhalen de ronde en het is niet meer te achterhalen welke van de twee de juiste is. Margriet is óf vernoemd naar de bloem óf de oprichter van Margriet, Frans van der Ven, heeft het tijdschrift vernoemd naar zijn kleindochter, Margrietje.
De eerste vier jaar wordt Margriet gemaakt door één vrouw, Alma van Eysden Peeren. Zij voert in haar eentje de hele redactie van Margriet. Al snel roept zij de rubriek "Margriet weet Raad" in het leven, waarin zij huishoudelijke tips geeft. In het zesde nummer plaatst zij het oproepje: "U kunt al uw moeilijkheden naar Margriet schrijven". Daarop komen honderden brieven binnen. De beantwoording van die brieven kan zij onmogelijk alleen aan. Zij schakelt daarom haar eigen dokter in die ze "Margrietdokter" maakt, dokter Bouwer. Daarna volgden nog enkele andere artsen. Pas in 1985 wordt de "Margrietdokter" uit de anonimiteit gehaald. Gijs van de Bruinhorst is de eerste arts die met naam en foto bij de rubriek komt te staan.
In april 1943, tijdens de Tweede Wereldoorlog, wordt de uitgave van Margriet onderbroken. De Duitse bezetters leggen Margriet een verschijningsverbod op. Margriet komt in 1945 terug en begint van voren af aan met op de cover van het eerste nummer Prinses Margriet.
Vanaf 1949 verschijnt Margriet als weekblad weer elke week. In 1948 wordt het blad Moeder en kind onderdeel van Margriet, en in 1950 gebeurt hetzelfde met Cinderella. Op 25 oktober 1952 verschijnt gratis bij Margriet het allereerste Nederlandstalige nummer van het weekblad Donald Duck.

## Oplage
Totaal betaalde gerichte oplage volgens HOI, Instituut voor Media Auditing.
- 1970: 764.786
- 1990: 558.063
- 2000: 422.652
- 2010: 253.342
- 2011: 243.616
- 2012: 226.352
- 2013: 208.989
- 2014: 190.774
- 2015: 175.391
- 2016: 158.558
- 2017: 143.888
- 2018: 135.888
- 2019: 125.428
- 2020: 118.333
- 2021: 113.725
- 2022: 110.374
- 2023: 105.000 (schatting)
- 2024: 99.000 (schatting)

## Inhoud
De onderwerpen van het blad en bijbehorende online platform zijn mode, beauty, lifestyle, culinair,  groen, wonen, relaties, gezondheid, psyche, persoonlijke verhalen, maatschappij en toerisme.

### Vaste rubrieken
Margriet kent veel bekende rubrieken, zoals:  
- Praat Mee: de lezeres aan het woord. Een selectie van ingezonden brieven, e-mails en reacties op social media en Margriet.nl.
- Mijn Moeder & Ik : elke week vertelt een Bekende Nederlander over de band met zijn of haar moeder.
- Hij / Zij Van: de partner van een Bekende Nederlander vertelt hoe het is om een relatie te hebben met die persoon.
- Relatietherapie: elke week bespreekt psycholoog Annette Heffels een case uit haar praktijk.

Bekende rubrieken uit de geschiedenis van Margriet zijn:
- Goud voor Uw brief: brieven van lezers om mee te dingen naar gouden tientje. Over  ideetjes, grappige kindergezegdes, voorvalletjes en blunders waarvan de schrijver getuige was[2].
- Margriet weet Raad: dit was de langstlopende rubriek van Margriet. Pas in 1994 verdwijnt deze rubriek als vast onderdeel.
- Lotus’ Schoonheidssalon: in deze rubriek werd geschreven over jeugd en ouderdom.
- Met de dokter op pad (1941): een dokter vertelde over ziekenbezoek en andere gesprekken uit zijn praktijk.
- Vierstemming akkoord (1968): rubriek waarin een dominee, een rabbijn, een pater en een bekend echtpaar hun mening gaven over een actueel onderwerp.
- Moeder en kindclub (1941): pagina met foto’s van de liefste baby’s en antwoorden van Margriet-dokter op vragen.
- Kort & Krachtig (2008): elke week een interview met een bekende Nederlander aan wie een aantal pittige vragen wordt gesteld.
- Grabbelton: hierin werden onder anderen de nieuwste snufjes op het gebied van mode en accessoires aangeprezen.
- Lekker aan het Werk: laatste nieuws en feitjes en korte interviews op het gebied van werk.
- Betere Wereld Vrouwen / Hartenvrouwen: Margriet volgde een jaar lang vrouwen die zich inzetten voor het goede doel.

### Strips
- Zusje (voorheen Mik) door Gerrit de Jager (vanaf 2000)
- 15 1/2, Andrea Kruis (begin jaren 90)
- Ukkie, door Fred Julsing (jaren 80)
- Donald Duck door Al Taliaferro (jaren 80)
- Familie Achterop (oorspronkelijke titel ‘Hi and Lois’) door Mort Walker en Dik Browne (begin jaren 70)
- Disneystrips, o.a. broer Konijn en Betty Boop (jaren 50- 60)

### Columnisten
De huidige columnisten van Margriet zijn:
- Aaf Brandt Corstius
- Maria Goos
- Annette Heffels
- Janny van der Heijden
- Marjan van den Berg
- Tanja Jess
- Noraly Beyer
- Jan de Hoop
- Marion Pauw
- Vivian Slingerland

In de loop der jaren heeft Margriet talloze bekende columnisten gehad onder wie:
- Hedy d'Ancona
- Mies Bouwman
- Liesbeth den Uyl
- Mat Heffels
- Walty Dudok van Heel
- Francien van Westering
- Janneke Brinkman
- Marjan Berk
- Yvon Jaspers
- Esther Verhoef
- Annemarie van Gaal
- Wilfred Genee
- Anita Witzier
- Angela Groothuizen

### Feuilletons
Verschillende feuilletons zijn een vast onderdeel van Margriet:
- Het feuilleton Sanne staat het langste in Margriet. Deze rubriek wordt vanaf 1990 door Marjan van den Berg geschreven en is tot de dag van vandaag een vast onderdeel van Margriet. Sanne is meerdere keren gebundeld.
- Sinds 2021 verschijnt iedere week een aflevering van het feuilleton Rinke, een spin-off van Sanne, in de digitale versie van het magazine. Rinke is de kleindochter van Sanne.
- De affaire: vervolgverhaal over Nina, die verliefd wordt op een ander (sinds 2021 in de digitale versie van het magazine).
- De Cock en Bolletje Beer (1975).
- In 1968 en 1969 maken Annie M.G. Schmidt en Fiep Westendorp elke week een aflevering van het feuilleton over het jongetje Pluk (Pluk van de Petteflet) met zijn rode kraanwagentje. Dit feuilleton werd in 1971 herschreven en als boek uitgegeven.
- In 1955/1956 verscheen het feuilleton De Drie Meisjes Rumoer, geschreven door Sylvia Sillevis. Het verhaal was een deel van de Wanda Moens-serie, dat ook in boekvorm is verschenen onder de titel Drie meisjes en een Vakantiekamp.

### Taboes en emancipatie

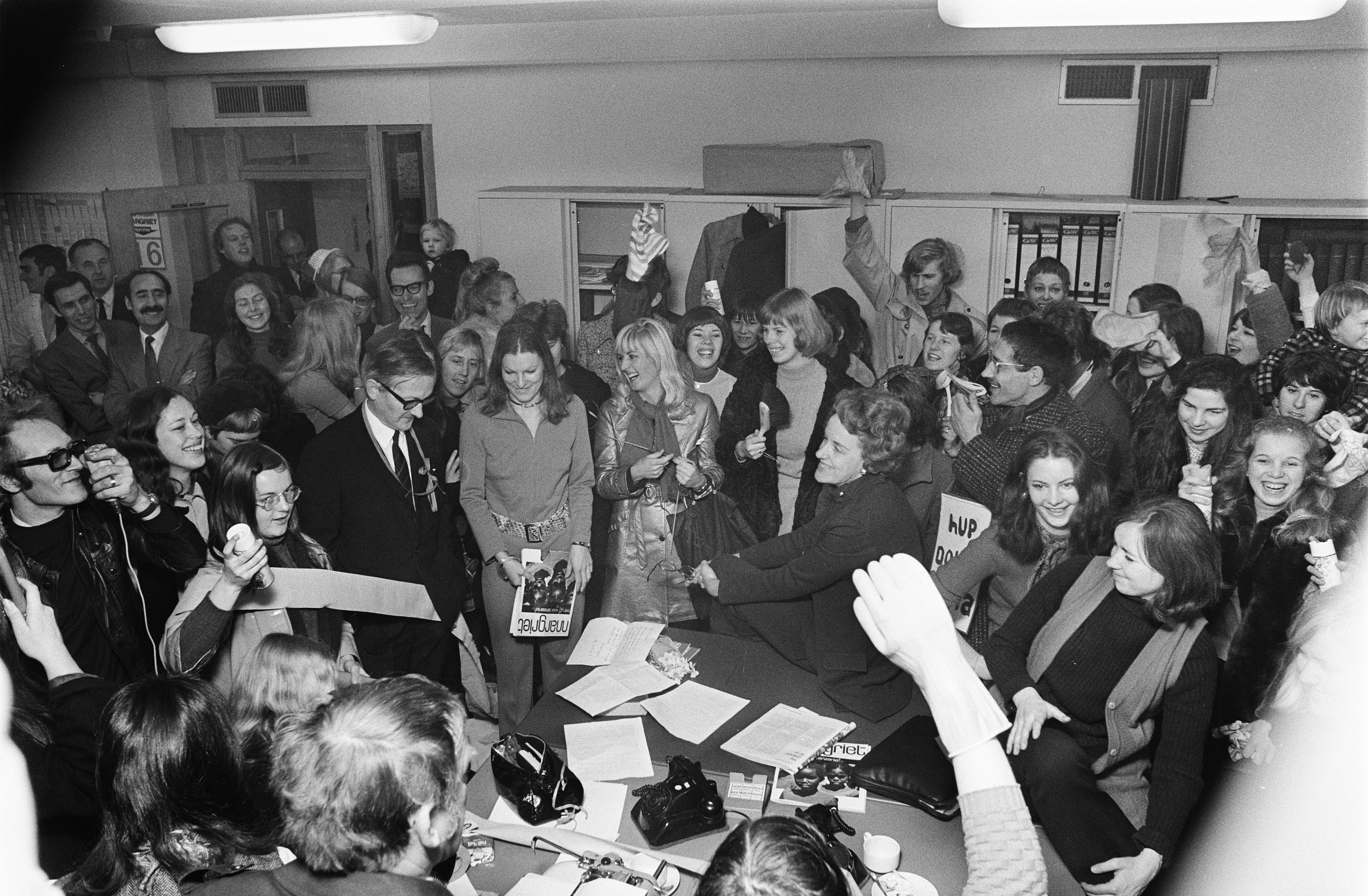
Dolle Mina's bezoeken de redactie (1970). Op tafel: hoofdredacteur Hanny van den Horst

Vanaf 1968 slaat Margriet een nieuwe weg in. De toon wordt scherper en Margriet biedt ook artikelen over bijvoorbeeld seks. De Dolle Mina's echter, vinden de onderwerpen in Margriet nog steeds te braaf. Daarom valt op 20 februari 1970 een groep dames de kantoren van De Geïllustreerde Pers binnen onder het motto "Er zit een luchtje aan de damesbladen". Op de redactie van Margriet wordt met luchtverfrissers gespoten en ze eisen dat het blad de vrouw niet meer "zoet houdt met knusse rubriekjes, recepten en romantische verhalen".
Margriet gaat schrijven over taboedoorbrekende artikelen zoals incest, homoseksualiteit, abortus, de overgang en de werkende, getrouwde vrouw. Het nieuwe geluid wordt positief ontvangen. In 1978 ontvangt Margriet de Lofprijs voor haar emanciperende houding.
In 2020 besteedt het blad aandacht aan het tegengaan van eenzaamheid in de samenleving en wordt onderdeel van de Nationale Coalitie tegen Eenzaamheid Ook lanceert Margriet in dat jaar de Belbuddy's-campagne, samen met de Luisterlijn, waarin ouderen werden gekoppeld aan eenzame jongeren.

### Andere initiatieven
Naast het weekblad heeft het blad een online platform en sinds 2001 wordt jaarlijks de Margriet Winterfair georganiseerd. Een overzicht van de verschillende producten en activiteiten die Margriet heeft gelanceerd: 
- 1953 - Margriet kookboek door Corrie Voorhuis - wordt jarenlang steeds hernieuwd uitgegeven.
- 1972 - Margriet Vertrouwenstelefoon. De telefoon geeft mensen de gelegenheid anoniem over intieme zaken te spreken. De lijn blijft bestaan tot 1992.
- 1998 - Lancering Margriet.nl
- 2000 - Live webcast van de geboorte van een drieling (15 juni 2000), die met een keizersnede ter wereld komen.
- 2001 - Margriet Winterfair
- 2008 - Margriets Betere Wereld. Een podium voor vrouwen verbonden aan een organisatie, stichting of een project die als doel hebben een betere wereld te creëren.
- 2010 - Margriet op sociale media Hyves, Twitter en Facebook.
- 2011 - Margriet Theater-op-Tafel. Aan enorme tafels van 100 meter lang kunnen bezoekers genieten van een driegangendiner, muziek, dans, theater en optredens van bekende auteurs.
- 2011 - Work4Women. Initiatief van Margriet en Tempo-Team. Helpt vrouwen die betaald werk en een gezin succesvol willen combineren aan een geschikte baan.
- 2011 - iPhone applicaties: Wandelroutes en Fietsroutes
- 2020 - Lancering Margriet voice action (voice-app om via de Google Assistant-app en het Google Home-apparaat te 'praten'  met Margriet)
- 2020 - Margriet Belbuddy's. Initiatief van Margriet en de Luisterlijn, waarin ouderen en eenzame jongeren aan elkaar worden gekoppeld.
- 2021 - Lancering Margriets eerste podcastserie Mijn Verhaal
- 2022 - Lancering vernieuwde website Margriet.nl, de Margriet-app en een digitale versie van het magazine.
- 2022 - De 20ste editie van de Margriet Winterfair in de Brabanthallen in Den Bosch.

### Margriet Winterfair
Sinds 2001 organiseert het blad jaarlijks de Margriet Winterfair, een evenement met optredens, modeshows, workshops, winkeltjes, eten en drinken. Vanaf 2001 werd de Margriet Winterfair gehouden in Mariënwaerdt in Beesd, later verhuisde het evenement naar de Jaarbeurs in Utrecht. Sinds 2017 wordt het gehouden in de Brabanthallen in Den Bosch. Van 25 november t/m 1 december 2022 wordt de 20ste editie van de Margriet Winterfair georganiseerd. 

### Enquêtes
Margriet houdt regelmatig onderzoeken en enquêtes. In 1966 bijvoorbeeld "God in Nederland", waarin de kerkelijkheid en godsdienstbeleving onder de vrouwen in Nederland werd onderzocht. Andere enquêtes die stof deden opwaaien waren: "De seks enquête" (1969, herhaald in 1993 en in 2009), "De werkende vrouw" (1972), "Mannen" (1993), "Euthanasie" (2011). In 2022 deed Margriet onderzoek naar 'de 60+ vrouw van Nederland'.

## Hoofdredacteuren
Als eerste blad in Nederland had Margriet in 1972 een vrouwelijke hoofdredacteur
- A.J.A.M. Weehuizen 1938 – 1970
- Joop Swart 1970 – 1972
- Hanny van den Horst 1972 – 1981
- Winnie van Rossem 1981 – 1987
- Renie van Wijk, waarnemend 1987 – 1988
- Rob van Vuure 1988 – 1991
- Aty Luitze 1991 – 1999
- Rob van Vuure 1999 – 2001
- Anneliese Bergman 2001 - 2008
- Leontine van den Bos 2008 – 2021
- Helene van Santen 2021 - 2025
- José Rozenbroek 2025- heden

### Gasthoofdredacteuren
Margriet was het eerste tijdschrift dat een gasthoofdredacteurschap met een bekende Nederlander aanging. Door de jaren heen zijn verschillende personen gasthoofdredacteur van Margriet geweest:
- Rita Kok
- Ivo Niehe
- Lulu Wang
- Rosalie van Breemen
- Prinses Margriet
- Astrid Joosten
- Karin Bloemen
- Prinses Christina
- Joop van den Ende
- Daphne Deckers
- Monique van de Ven
- Andrea Bocelli
- Marco Borsato
- Robert ten Brink
- Anita Witzier
- Wendy van Dijk
- Angela Groothuizen
- Caroline Tensen
- Irene Moors
- Trijntje Oosterhuis
- Paul de Leeuw
- Prinses Laurentien
- Albert Verlinde
- Anky van Grunsven
- Mies Bouwman
- Job Cohen
- Yvon Jaspers
- Nick & Simon
- Derk Sauer en Ellen Verbeek
- Kim van Kooten
- Patty Brard
- Natasja Froger
- Saskia Noort
- Jamie Oliver
- Simone Kleinsma
- Mark Rutte
- Isa Hoes
- Bibian Mentel
- Prinses Margriet
- Dolly Dots
- André Rieu

## De uitgever
In 1964 fuseerde Cebema met De Spaarnestad tot de Verenigde Nederlandse Uitgeversbedrijven (VNU). Langzamerhand werd de naam De Geïllustreerde Pers vervangen door VNU Tijdschriften. In 2001 werd de publieksbladentak van dit bedrijf voor 1,25 miljard euro overgenomen door het Finse mediaconcern Sanoma. Sanoma wordt in april 2011 voor 67% eigenaar van SBS Broadcasting B.V. In april 2020 wordt Sanoma Media Nederland overgenomen door DPG Media.